# Eliseo Alberto
Eliseo Alberto de Diego García Marruz (Arroyo Naranjo, Cuba, 10 de septiembre de 1951 - Ciudad de México, 31 de julio de 2011) fue un periodista, novelista, poeta y guionista cubano que vivió en el exilio en México desde 1990 y cuya ciudadanía adoptó en 2000.

## Biografía
Hijo del poeta cubano Eliseo Diego, se licenció en periodismo en la Universidad de La Habana, fue jefe de redacción de la gaceta literaria El Caimán Barbudo y subdirector de la revista Cine Cubano. Como docente, impartió clases y talleres de cine en la Escuela Internacional de Cine de San Antonio de los Baños, Cuba, el Centro de Capacitación Cinematográfica de México y el Sundance Institute de Estados Unidos y en Chile.
Su hermana gemela, Josefina de Diego (María Josefina de Diego García Marruz, Fefé para sus amigos), que ha permanecido en Cuba, también es escritora: ha publicado un exitoso libro para niños, se dedica a la traducción del inglés al español y es compiladora de la obra de su padre.
Comenzó escribiendo poesía —según él, «horrible»—, pero más tarde, como él mismo dice, «pensé que lo mejor sería abordar géneros literarios que papá jamás hubiera tocado: la crónica, el periodismo». Sobre cómo escribió su primera novela, recuerda: «Estaba en el ejército, al frente de un pelotón, y me encontré con el director de la revista militar de las Fuerzas Armadas de Cuba, una revista que se llama Verde Olivo. Le dije una mentira: le conté que tenía escrita una novela y me propuso publicarla por capítulos, cada semana una parte. Me dijo que le mandara el primer capítulo, era un viernes. Ese día por la noche me senté a escribir, porque no tenía ninguna novela. Esa novelita se llama La fogata roja y trata sobre un pelotón de niños que tenía el general Sandino en Nicaragua, que se llamaba El Coro de los Ángeles. Yo había conocido a uno de esos angelitos. Nunca había estado en Nicaragua, pero con esa novelita me gané el Premio Nacional de la Crítica en La Habana. Esa fue mi primera novela».
La fama internacional le llegaría Eliseo Alberto 13 años más tarde, después de ganar el Premio Internacional Alfaguara de Novela de 1998 con su tercera novela Caracol Beach.
Sostenía que «el ajedrez sigue siendo la pasión más grande» de su vida. Además del sueño de ser un gran ajedrecista, en su infancia tenía otros dos: ser «fabricante de barcos» y pianista, «también por la tradición familiar». Era un gran cocinero, como él mismo afirmaba: «Me gusta la cocina, he aprendido que soy un cocinero extraordinario. Eso lo aprendí cuando me quedé solo con mi hija que era muy pequeñita. A mí la cocina me entretiene muchísimo. Cocino mucho, en mi casa todos los días van a comer diez o doce amigos, casi todos cubanos errantes también, exiliados. Muertos de hambre que van a la casa a buscar su olla popular, digamos. La cocina me entretiene mucho, me encanta cocinar, me gustaría escribir un libro de cocina».
Consideraba que su obra más importante era Informe contra mí mismo: «Es un libro sobre Cuba, que se escribe solo una vez. A mucha gente le hizo bien, y sin ser pedante sé que si soy recordado alguna vez va a ser por esa obra» en la que emprende «la búsqueda de respuestas a lo que pasó con la emoción de los años de la Revolución, no con la razón ni con la pasión. Como siempre he dicho: se trata de un libro en el que yo defendí un solo derecho: el derecho a estar equivocado, algo que poco se reconoce y menos por los políticos».
Además de poesía y novelas, Eliseo Alberto escribió guiones de cine y televisión, entre otros el de la película Guantanamera (1997), dirigida por Tomás Gutiérrez Alea. Contaba que se metió en el mundo del cine gracias a su hermano Rapi. Él mismo era muy crítico con su talento de guionista: «Empecé a escribir guiones, algunos pésimos. He escrito varias de las peores películas que se hayan filmado nunca en el planeta.»
Sus esposas fueron: la bailarina cubana Rosario Suárez, Charín (Eliseo Alberto ha dicho que dejó de escribir poesía el día que se divorciaron); María del Carmen Álvaro Díaz, quien el 1 de junio de 1984 dio a luz a su hija María José; y Patricia Lara, por cuyo amor dice haberse instalado en la parte alta del Desierto de los Leones. Vivía con su hija María José en un departamento en la Colonia del Valle, zona céntrica de Ciudad de México, y se enorgullecía de «ser un buen padre y una buena madre.»
Falleció en la Ciudad de México el 31 de julio de 2011, a los 59 años de edad, tras estar varios días en terapia intensiva luego de haber sido intervenido quirúgicamente el 18 del mismo mes por un trasplante de riñón.

## Obras
Poemarios
- Importará el trueno (1975, La Habana, UNEAC)

- Las cosas que yo amo (1977, La Habana, Ediciones Unión)
- Un instante en cada cosa (1979, La Habana, Ediciones Unión)

Novelas
- La fogata roja. La Habana, Gente Nueva, 1985.
- La eternidad por fin comienza un lunes. O El Grande Viaje del Cisne Negro sobre los lagos de hielo de Irlanda. México, Ediciones del Equilibrista, 1992. La primera versión fue escrita en La Habana y la Ciudad de México, entre 1987 y 1991; la segunda y definitiva data de 2001. 
  - Sinopsis: Un circo paupérrimo, pero con artistas de primera, hace un recorrido por toda Latinoamérica. Quienes actúan en esa cara son presas tanto de las pasiones más abyectas como de las más sublimes. A partir de la muerte del león Goldwyn Meyer, el Circo Cinco Estrellas estallará en pedazos. Cada personaje tiene su historia. Astrúbal, el mago, con el acto "De corazón a corazón", hará que su amada, la trapecista Anabelle, aparezca en el miocardio masculino. También se fraguan romances como el del forzudo Blas Adán el Prenáufrago y Bebé, la mujer barbuda.[10]
- Caracol Beach. Madrid, Alfaguara, 1998.
- La fábula de José. México, Alfaguara, 2000.
- Esther en alguna parte (2005), Espasa. Finalista Premio Primavera de Novela. ISBN 88467017595, 198 p.
- El retablo del conde Eros (2008), ed Planeta Mexicana, El Aleph.

Periodismo y no ficción
- Informe contra mí mismo, Aguilar, Altea, Taurus, Alfaguara, 1997, 293 págs. ISBN 968-19-0339-0; escrito en 1978 y publicado más tarde en el extranjero; narra cómo la seguridad del Estado cubano le pidió que hiciera un informe contra su propia familia.
- Dos cubalibres: nadie quiere más a Cuba, Península, 2004, artículos y entrevistas.
  - Contenido: Diálogos en el porvenir: «Una cubalibre por favor»; «Cien pájaros volando»; «Nostalgia de por la noche»; «La música que se respira»; «Contrapunteo cubano de la fruta y la vianda»; «Los garbanzos de Gabriel»; «126 libras de chocolate»; «La pulsera de Antoine y su “querida enana”»; «Regla de Tres: crónica al pie de un árbol de Navidad»; «El ojo en la llaga»; seis notas escritas a mano; «En defensa de Raúl Rivero»; «El rey F.»; «Fiebre de Guevara»; «Los muertos que aún faltan por nacer»; «Encuentros y desencuentros»; «Para matar al Caballo»; Diálogos en el porvenir: «Otra cubalibre por favor»; «Retratos hablados»; «José Lezama Lima»; «Gastón y Florit»; «Reinaldo Arenas»; «Jesús y Heberto»; «Carpentier y Víctor Hughes»; «Rafael Rojas»; «Ernaldo, Cacho y Toño»; «Nakatani y Crepaldi»; «Ángel y Judith»; «Carlos y Jorge»; «Claudio y Osvaldo»; «Andrés y Figueroa»; «Ramón Fernández Larrea»; «Ernesto “el Bolas”»; «Tía Ursisina y tío Constantico»; «Irma Grizá»; «Celia Cruz»; «Raúl y Manuel»; «Carlos Pellicer López»; «Joaquín Ordoqui»; «Rosario Suárez»; Diálogos en el porvenir: «Y la cuenta, gracias».
- Una noche dentro de una noche, Cal y Arena, 2006, 293 págs. ISBN 9687711531; entregas de la columna Rueda dentada del diario mexicano La Crónica de Hoy
  - Contenido: «Presentación: En los cables de un troleús» por Rubén Cortés; «Se busca a Cabrera Infante»; «Rodar y rodar»; «Una noche dentro de la noche»; «Doce gardenias para Raquel»; «Maldito Pablo»; «De lluvias y comuniones»; «Charlie Parker aúlla en la ventana»; «Si de amor se trata»; «J.F.K.»; «Besos robados»; «Relaciones peligrosas»; «Corazón a la izquierda»; «Sangre, sudor y lágrimas»; «Misa cubana»; «Conciencia y corazón»; «Fuegos fatuos»; «Dar la cara»; «3 por 0»; «Perro sin correa»; «¿Dos patrias tengo yo?»; «Suerte, princesa»; «Un cigarrito en la terraza»; «Rostros y máscaras»; «Cadena perpetua»; «La joven Lila»; «Llanto por un ídolo»; «Nuestros viejos dolores enterrados»; «Adopciones»; «Mi cordillera»; «Los polvorines del pasado»; «Ahora no puedo atenderte, deja tu mensaje»; «Cazafantasmas»; «Dos entrañables enemigos»; «Las trampas del diablo»; «Waldo»; «Los años diez»; «Una historia de María Candelaria»; «En nombre de una paloma»; «Una ardiente paciencia»; «La tumba en la que vivo»; «Una mosca en la pared»; «Sanseacabó»; «Un hermoso halo azul»; «Amores contrariados»; «El misterioso señor Gorsky»; «Un lugar llamado la esperanza»; «Sobre una foto del gran Manuel Álvarez Bravo...»; «Dólares y dolores»; «Mariel, éxodos y travesías»; «En defensa de Hugo, Paco y Luis»; «Tantos jueves rotos»; «Un pez sobre la hierba»; «Un cuento bien cantado»; «Mercedes luminosa»; «Nunca es tarde para pedir perdón»; «Pena sobre pena y pena»; «Una lección de humildad»; «¿Los árboles siempre mueren de pie?»; «Una rosa dinamitada»; «La implacable ternura»; «Un gallo llamado Peyi»; «Creer para ver»; «El insomnio del caballo»; «Que pena, caballeros»; «La cabaña del Tio Tom»; «Dos cuentos para el verano»; «Diálogo vasco»; «Tener o no tener»; «Dulce María en la calle de la palabra»; «Nueve vidas»; «El reino de Aimé Cesaire»; «Un joven de 80 años»; «Mi rival es mi propio corazón»; «Brindis por Raúl Rivero»; «A manera de epílogo...»; «Agradecimientos».
- La vida alcanza, crónicas periodísticas, Cal y Arena, 2010, 251 págs. ISBN 9786077638421; 56 entregas de su columna de los jueves en el diario mexicano Milenio entre 2008 y 2010.
  - Contenido: «Presentación: Queremos tanto a Lichi» por Rubén Cortés; Uno: «La ventana»; «Otto»; «Silvio»; «Fina»; «Bolero»; «Flores»; «El dirigible»; «La momia»; Dos: «El techo»; «¿Rosas?»; «Trovador»; «Mansión»; «Retrato»; «Hermano»; «Llanto»; «El espanto»; «Poeta sin cara»; «La bailarina y el soldadito de plomo»; Tres: «La pared»; «Césaire»; «Tren expreso»; «Pecera»; «Brindis»; «Sin sombra»; «Granadas»; «La duda»; Cuatro: «Excéntricos»; «Opuestos»; «En Logroño»; «Un búho»; «1001 hombres»; «Bosque embrujado»; «Pintora»; «Desencantos»; «Homofobia»; «Un amigo»; «Contra la muerte»; «Naturaleza (también) muerta»; Cinco: «Principio y fin»; «De canarios y cobras»; «Cuevas»; «Guajiro, caray»; «La rosa»; «Preguntas»; «Sin Mario»; «De soledades»; Seis: «Paisaje»; «Maestro»; «Otra isla»; «Carnicería»; «De brujas»; «Tranquilo»; «Justicia»; «Pescador de Esponjas»; «Poeta»; Siete y final feliz: «Papeles viejos».
- Viento a favor, crónicas periodísticas, Cal y Arena, 2012, 292 págs. ISBN 9786077638421
  - Contenido: «Prólogo: Amores con una punta rota» por Rubén Cortés; Cuba en la distancia: «El día que la banda de guerra se fue a la guerra»; «Setenta años de La tremenda corte»; «La Gloria era ella»; «Nicolás Quintana, el soñador de La Habana»; «Respuestas sin preguntas»; «Sin embargo, el embargo»; «Gran hotel»; «De cabeza»; «Principios y finales»; «Dios lo quiera»;  «Mi amigo Reinaldo Escobar»; «Otra tumba para Juan»; «El “Santo Tribunal”»; «Espías de la tercera edad»; «Cartero en La Habana»; «Estadísticas y profecías»; «Una cáscara de nuez»; «Oír la calle»; «La vida siempre tiene veinte años»; «Habana gay»; «El plumaje de las flores»; «A lápiz (Apuntes para una crónica sobre un viaje al pasado)»; Libros y escritores: «Domingo lezamiano»; «En las claras manos del recuerdo»; «Dos poetas»; «Noche de paz»; «Cosas que pasan»; «Dos amigos»; «Una paloma mensajera»; «Ciudades de osamenta»; «Esperando a Don Gol»; «Réquiem para un ángel»; «Vuelta de página»; «Cincuenta años de soledad»; «La moral es un asunto de tiempo»; «Un nuevo libro de Gabriel»; «El castaño»;  «Sebastian Melmoth»; «Feliz cumpleaños, Ray»; «El caballeroso José Luis González»; «La muerte es más rara que el diablo»; «Se me olvidó que te olvidé»; «Nuevo aviso: ¡Se busca a Cabrera Infante!»; «El novelista y la fugitiva»; «Un tango para David»; «Gratitud por Farabeuf»; «Las albóndigas llevan trece cosas»; «Semprún»; «Un viejo viaje»; Testimonios y relatos: «Las cosas que yo amo»; «Las palabras perdidas»; «“Bailaba precioso”»; «La reina Kalule»; «Yo aquí la espero»; «Una vieja historia de amor»; «La triste historia del príncipe granjero»; «Homenaje a un hombre sencillo»; «Una tabla de salvación»; «Desencuentro»; «Reflejo condicionado»; «Los manantiales de la bobería»; «Tentaciones»;  «Juego de manos»; «Octubre»; «Lecciones borgianas»; «La tierra es azul»; «Azul Gagarin»; «Los tiempos cambian»; «Respuesta a un lector»; «Marzo triste»; «Hospital general: un país»; «Aquí sigo»; «Un trasplante de esperanza»; «Eso que llaman amor para vivir».

Infantiles
- En el jardín del mundo, Alfaguara Infantil, 2000
- Del otro lado de los sueños, con ilustraciones de Enrique Martínez y Yadhira Corichi; Alfaguara Infantil, 2003
- Breve historia del mundo, Alfaguara Infantil, 2004

Libros póstumos
- La novela de mi padre, 2017

## Premios y distinciones
Medallas del Círculo de Escritores Cinematográficos
| Año  | Categoría            | Película     | Resultado |
| ---- | -------------------- | ------------ | --------- |
| 1995 | Mejor guion original | Guantanamera | Ganador   |

- Premio Nacional de la Crítica 1983 por La fogata roja.

- Premio Alfaguara 1998 por Caracol Beach.

- Premio Gabino Palma por Informe contra mí mismo.